# Strutsen Hortensia
Hortensia (orig. Hortense the Ostrich) är en figur i Kalle Ankas universum, och mycket flitigt förekommande i Kalle Ankas dagsstripp och söndagssida under 1930- och 1940-talet. Hon är ett av de många husdjur Kalle hade under denna tid - en struts, med ett ganska häftigt temperament.
Hon dök upp första gången i filmen Fästmön från Afrika från 1937. Seriedebuten sker i "Kalle Anka"-seriestrippen den 3 oktober 1938, tecknad av Al Taliaferro till manus av Bob Karp. I debutstrippen så kommer Hortensia i en låda skickad från farbror Vagga-Vagga (Willie Waddle) i Afrika. Precis som flera andra av Kalles husdjur under de första åren försvann Hortensia på 1940-talet, när Carl Barks tog över som stilbildande Kalle Anka-serieskapare, och miljön kring Kalle började förändras.
Huruvida Hortensias namn inspirerade Carl Barks när han beslöt att namnge Kalles mor Hortensia har inte blivit klargjort. 